# Veyvah (Meemu-Atoll)
Veyvah (auch: Vevaru ވޭވަށް) ist eine Insel des Mulaku-Atolls im Süden des Inselstaates Malediven in der Lakkadivensee des Indischen Ozeans. Sie hat eine Fläche von 41,7 ha. 2014 hatte die Insel 223 Einwohner.

## Geographie
Die Insel liegt im Ostsaum des Atolls zusammen mit der Schwesterinsel und Hauptinsel Mulah, die vom Riffsaum zur Lagune hin versetzt ist. An der Stelle gibt es auch eine Passage zur Lagune. Die Insel ist länglich, bewaldet und etwa 1,2 km lang und ca. 300 m breit. Im Süden schließt sich Muli an, während im Norden viele kleine Sandbänke liegen: Uthurugaseveli, Uthuruboduveli, Hurasveli und Erruhhuraa.

## Sonstiges
Auf der Insel gibt es die Moscheen Veyvashu Hukuru Miskkiy und Masjidil Avvaabi sowie das Hotel Holiday Inn Veyvah Maldives.